# The Zero Theorem
The Zero Theorem (bra: O Teorema Zero) é um filme de 2013 do gênero ficção científica, dirigido por Terry Gilliam e escrito por Pat Rushin. Em seu elenco principal estão Christoph Waltz, Lucas Hedges, Mélanie Thierry e David Thewlis.
Qohen Leth (Christoph Waltz), um habilidoso hacker de computador vive em uma constante crise existencial. Ele é instruído por uma empresa fantasma chamada “Management” (Matt Damon), para resolver o enigma do “Teorema Zero”, uma fórmula matemática que determinará a razão da existência dos homens e se a vida possui algum sentido.
O filme teve sua produção iniciada em outubro de 2012.

## Elenco
- Christoph Waltz - Qohen Leth
- David Thewlis - Jobi
- Mélanie Thierry - Bainsley
- Matt Damon - Management
- Lucas Hedges - Bob
- Tilda Swinton - Drª Shrink-Rom
- Ben Whishaw - Doutor
- Emil Hostina - Slim Clone